# Bertolet Motor Car Company
Bertolet Motor Car Company war ein US-amerikanischer Hersteller von Automobilen.

## Unternehmensgeschichte
J. M. Bertolet fertigte ab 1908 einzelne Automobile, die er als Bertolet vertrieb. Erst 1909 gründete er das Unternehmen in Reading in Pennsylvania. 1910 wurde das Unternehmen aufgelöst. Fahrzeuge entstanden noch bis 1911 aus vorhandenen Teilen.

## Fahrzeuge
Zunächst gab es das Modell Type X. Es hatte einen Vierzylindermotor mit 40 PS Leistung. Das Fahrgestell hatte 259 cm Radstand. Ein fünfsitziger Tourenwagen war die Standardkarosserie. Ebenso gab es eine Wechselkarosserie, um aus einem Tourenwagen einen Runabout zu machen.
1910 stand das Model 40 im Sortiment. Der Motor blieb unverändert. Der Radstand war auf 279 cm verlängert worden. Einzige Karosserieform war ein fünfsitziger Tourenwagen.

## Modellübersicht
| Jahr      | Modell   | Zylinder | Leistung (PS) | Radstand (cm) | Aufbau                                     |
| --------- | -------- | -------- | ------------- | ------------- | ------------------------------------------ |
| 1908–1909 | Type X   | 4        | 40            | 259           | Tourenwagen/Runabout, Tourenwagen 5-sitzig |
| 1910      | Model 40 | 4        | 40            | 279           | Tourenwagen 5-sitzig                       |